# 엔리코 마샤스
엔리코 마샤스(프랑스어: Enrico Macias, 1938년 12월 11일 ~ )는 알제리와 프랑스의 가수이다. 콩스탕틴에서 태어났다. 1962년에 가수로 데뷔한 그는 싱글곡 〈안녕 내 고향 (Adieu, mon pays)〉을 불러 샹송 계에서 두각을 나타내었다. 이어 〈사랑하는 마음〉과 〈추억의 소렌자라 (Solenzara)〉 등이 세계적인 인기를 얻었다. 초기에 그가 부른 작품들은 조국에 대한 그리움, 사랑, 회환 등이 진하게 담겨 있어 듣는 이의 가슴을 뭉클하게 하였으며, 특히 대한민국 팬들에게 많은 사랑을 받았다. 그 후 1970년대와 1980년대에 〈사랑의 걸인〉과 〈사랑의 발라드〉, 그리고 감미로운 〈어린 시절의 프랑스〉 등이 꾸준한 인기를 누렸다.